# Sekyere West District
Der Sekyere West District, heute Mampong Municipal District, ist einer von mehr als 138 Distrikten in Ghana. Er ist im Zentrum des Landes in der Ashanti Region gelegen und dort einer von 21 regionalen Distrikten.
Der Sekyere West District grenzt an die Distrikte Ejura/Sekyedumase, Sekyere East, Afigya Sekyere sowie an die Distrikte Sene und Atebubu-Amantin in der Brong-Ahafo Region. Chief Exekutive über den 2345 km² großen Distrikt mit ca. 143.206 (2000) Einwohnern ist Haruna Opong-Boateng mit Sitz in der Distrikthauptstadt Mampong.

## Geographie
Im Distrikt ist die Mampong-Bergkette gelegen, die sich bis zu 615 Metern über dem Meeresspiegel erhebt. Die Flüsse Afram, Sene, Sasebonso und Chirimfa entwässern den Distrikt.
Mit seiner Größe von 2345 km² bedeckt der Distrikt 9,6 Prozent der gesamten Ashanti Region.

## Bevölkerung
Die Bevölkerung von Sekyere West setzt sich zu 92,6 Prozent aus den Akan-Völkern zusammen. 0,4 Prozent gehören dem Volk der Ewe an, auch Völker aus dem Norden Ghanas sind mit 6,8 Prozent vertreten, weitere 0,2 Prozent stammen aus anderen Ethnien. 63,7 Prozent der ca. 143.206 Einwohner leben in kleineren Dörfern. 36,3 Prozent der Bevölkerung leben in städtischen Zentren wie Mampong, Kofiase, Nsuta, Kwamang, Beposo und Atonsu. Der Sekyere West District ist in 14 Gemeinden (Area Councils) unterteilt. Diese Gemeinden sind Mampong, Nsuta, Beposo, Kwamang, Atonsu, Kofiase, Kyebi, Yonsu, Afigyasombi/Mprim, Adidwan, Asuo-Dida/Amoamang, Benim, Nkwanta und Sekyere West Plains.
Von der Gesamtbevölkerung im Jahr 2000 waren 71.378 Männer und 71.828 Frauen, sodass im Distrikt etwas mehr Frauen als Männer leben. Mit einer Bevölkerungswachstumsrate von 1,4 Prozent pro Jahr liegt Sekyere West erheblich unter dem nationalen Durchschnitt von 2,7 Prozent und dem regionalen Durchschnitt in der Ashanti Region von 3,4 Prozent.
Von der Bevölkerung entfallen 35,5 Prozent auf die Altersgruppe zwischen 0 und 15. Im Jahr 2000 waren 59,3 Prozent der Bevölkerung im arbeitsfähigen Alter zwischen 15 und 64 Jahre. Dies entspricht 84.925 möglichen Beschäftigten im Distrikt.
Die Bevölkerungsdichte im Sekyere West District liegt mit 61 Personen pro km² weit unter dem regionalen Durchschnitt von 131 Personen pro km². Auch die nationale Bevölkerungsdichte von 73 Personen pro km² wird unterschritten. 87,6 Prozent sind Christen, 10,9 Prozent Muslims und 1,1 Prozent Anhänger traditioneller Religionen. Weitere 0,4 Prozent sind Anhänger sonstiger Glaubensrichtungen.
In Mampong, Nsuta, Kwamang und Beposo sind vier wichtige traditionelle Herrscher ansässig. In Mampong wird zu Ehren des dort ansässigen Paramount Chief auf dem Siberthron das Festival Kontonkyi abgehalten.

## Wirtschaft
Die Wirtschaft im Sekyere West District wird von der Landwirtschaft geprägt, in der 60,8 Prozent der Beschäftigten tätig sind. Etwa 17,2 Prozent der Bevölkerung arbeiten im Dienstleistungssektor, 12,4 Prozent im Handel und Verkauf, 9,6 Prozent in der Industrie.

### Landwirtschaft
Die Landwirtschaft wird bis heute hauptsächlich in traditioneller Form betrieben. Die Hauptprodukte der Betriebe sind Kassava, Mais, Yam, Kochbananen, Erdnüsse, Zwiebeln, Tomaten, Karotten, Palmöl, Zitrusfrüchte und Teakholz von Plantagen.
Auch die Aufzucht von Geflügel und weiteren Tierarten ist Teil der landwirtschaftlichen Produktion im Distrikt.

### Industrie
Von den industriellen Betrieben basieren 58 Prozent auf der Verarbeitung der landwirtschaftlichen Produkte aus dem Distrikt. Weitere 35 Prozent der Industriebetriebe sind im Bereich der Holzverarbeitung tätig. Metallverarbeitende Betriebe stellen 7 Prozent der industriellen Betriebe im Distrikt.

## Wasserversorgung und Infrastruktur
Die Bevölkerung entnimmt zu 8,47 Prozent ihr Frischwasser aus Quellen, zu 35,45 Prozent aus Flüssen und Bächen – wobei diese Wasserläufe teilweise in der Trockenzeit, v. a. zwischen Februar und März, austrocknen –, 24,87 Prozent können auf Leitungswasser zurückgreifen. Unter der gesamten Bevölkerung haben 27 Prozent Zugang zur Elektrizität.
In der Distrikthauptstadt Mampong sowie in den umliegenden Ortschaften steht Leitungswasser zur Verfügung. Im übrigen Distrikt wird die Bevölkerung aus Brunnen versorgt. Etwa 10,58 Prozent der Bevölkerung haben in ihren Häusern einen eigenen Wasseranschluss. 89,42 Prozent der Distriktbevölkerung werden aus öffentlichen Wasserquellen versorgt.
In Mampong und Nsuta wurden Postfilialen eingerichtet. In Kwamang, Adidwan, Kyebi, Atonsu, Beposo und Asaam wurden kleinere Postbüros eröffnet. Die Ghana Commercial Bank Ltd. hat in Mampong und Otuasekan Filialen eröffnet. Eine lokale Bank aus Kofiase hat Filialen in Mampong eröffnet. Die Kwamaman Rural Bank aus Kwamang hat Filialen in Mampong, Nsuta und Beposo, die Nsutaman Rural Bank hat ihren Sitz in Nsuta.
Im Distrikt werden wöchentlich Märkte in Mampong (Mittwoch), Kofiase (Freitag), Nsuta (Donnerstag) und Jeduako (Dienstag) abgehalten. In kleineren Ortschaften werden täglich Märkte abgehalten.
Die wichtigsten Straßen verlaufen zwischen Ninting und Aframso. Diese Straße ist Teilstück der Verbindung zwischen Kumasi und Yeji. Insgesamt ist eine Strecke von 47,3 km asphaltierter Straße zwischen Ninting und Aframso vorhanden. Weitere 318,2 km bestehen aus nicht asphaltierten Straßen zu größeren Siedlungen. 144,8 km sind schlecht ausgebaute Nebenstraßen in die kleineren Siedlungen im Distrikt, vor allem in den Afram Plains gelegen.

## Bildung und Gesundheit
Im Sekyere West District gibt es 203 Schulen. Hierauf entfallen 122 Grundschulen (103 öffentliche, 19 private), 72 Junior Secondary Schools (68 öffentliche, 4 private) und 4 Senior Secondary Schools. Auch eine Berufsschule, zwei Lehrerausbildungszentren und ein Universitätscampus sind im Distrikt gelegen.
In Mampong wurde ein staatliches Krankenhaus eingerichtet. Weitere sieben Gesundheitszentren gibt es in Asaam, Kofiase, Benim, Kwamang, Birem, Krobo/Dadiese und Nsuta. Drei Geburtshäuser stehen in Beposo, Birem und Mampong zur Verfügung und weitere fünf Versorgungseinrichtungen wurden in Mampong, Asaam, Nkuta, Kwamang und Birem eröffnet.
Des Weiteren bestehen sechs private Kliniken. Diese sind das katholische Krankenhaus in Oku, die Midwifery Training Institution, die Method Organisation in Isaakakrom, das Philipa Maternity Home in Mampong, Agroyesum in Nsuta und St. Luke in Asubuasu. Die Verteilung der Gesundheitszentren im Distrikt bleibt bis auf zwei Einrichtungen aufgrund der Entfernung der Bevölkerung in den Afram-Bergen (Afram Plains) unzugänglich.
Im Januar 2002 arbeiteten insgesamt 252 Menschen im Gesundheitsbereich. Darunter waren sieben Ärzte (davon zwei Assistenzärzte), 93 Pfleger, 115 medizinisches Hilfspersonal, 15 Stationsassistenten, 16 OP-Pfleger und sechs medizinische Assistenten.

## Wahlkreise
Im Distrikt Kwabre wurden zwei Wahlkreise eingerichtet. Im Wahlkreis Nsuta-Kwamang errang bei den Parlamentswahlen 2004 Kwame Osei-Prempeh für die New Patriotic Party (NPP) den Sitz im ghanaischen Parlament. Für den Wahlkreis Mampong wurde Peter Abum Sarkodie von der NPP gewählt.

## Wichtige Ortschaften
| - Mampong - Kwamang - Nsuta - Beposo - Kofiase - Atonsu - Asam | - Jeduako - Birem - Benim - Atonsuagya - Amoamang - Yonso - Apaah | - Adidwan - Ninting - Kyease (Kyairase) - Daaho - Nkwanta - Abuontem |